# SM-1
RIM-66/RIM-67 SM-1 (съкр. от на английски: Standard Missile 1 или „Standard-1“) са американски зенитни управляеми ракети (ЗУР) със среден и голям обсег на действие, разработени за замяна на ЗУР RIM-24 Tartar и RIM-2 Terrier в корабните зенитно-ракетни комплекси. От предшествениците си ЗУР „Стандарт-1“ се отличават с използването на твърдотелна електроника, електрическо задвижване на рулите на ракетата и с наличието на акумулаторна батерия като източник на бордово захранване. Част от семейството ЗУР „Стандарт“; явяват се базови за цялото семейство.
Разработката на ракетите започва през 1964 г. Производството на ракетите „Стандарт-1“, започва през 1967 г. и продължаващо в течение на 20 години, приключва през 1985 г. По-късно, през 1990-те г., производството им е възобновено, поради това, че ракетите остават на въоръжение у много от съюзниците на САЩ в НАТО, през 2000-те години компанията „Ритеон“ продължава да осъществява техническата поддръжка на експлоатацията на тези ракети.
ЗУР със средна далечина се обозначават като „Standard-1MR“ (SM-1MR, от на английски: Medium Range – „среден обсег“), в съответствие със системата за обозначаване на американските ракети от 1963 г. те имат индекс RIM-66 (с литера A, B или E като суфикс), а ЗУР с голям обсег – „Standard-1ER“ (SM-1ER, от на английски: Extended Range – „увеличен обсег“), а индексът е RIM-67A

## История
Формално, концепцията за ЗУР „Стандарт“ е предложена от SMSPO (на английски: Surface Missile System Project Office) през октомври 1963 г. за замяна на ракетата със среден радиус на действие „Териер“ и с близък радиус на действие „Тартар“, разработени още през 1950-те, с единна съвременна ракета. За сметка на използването на един комплекс вместо два се предполага съществено да се съкратят стойността на обслужване и да се опрости снабдяването с резервни части и логистичното подсигуряване на системата. Ракетата се предполага да се използва със съществуващите системи за управление на огъня и пускови установки, без да има необходимост от коренна модернизация на съществуващите кораби.
Закупките започват през 1967 финансова година и към края на производството на ракетите през 1985 финансова година са произведени около 12 хил. ракети от модификациите SM-1MR и SM-1ER, както за ВМС на САЩ, така и за чуждестранните партньори (700 ракети през 1984 финансова година и още 600 през 1985). Обаче нуждите на чуждестранните партньори, карат „Хюз“ да възобнови производството на SM-1: 171 ЗУР през 1990 фин. г., 242 през 1991, 153 ракети за 1992/1993 г.
Решението за спирането на производството на SM-1 може да е една от причините за отмяна на строителството на втората двойка френски разрушители от типа „Касар“ в края на 1980-те години, които трябва да бъдат въоръжени с тези ракети.
Предложенията за замяна на SM-1 на американските фрегати с адаптирана версия на SM-2 не намират поддръжка във ВМС на САЩ., и пусковите им установки са демонтирани от корабите през 1990-те.

## Задействани структури
В разработката и производството на ракетните комплекси SM-1 и съпътстващото оборудване са задействани следните структури:
| Standard Missile Type I MR (среден обсег) Доставчици от първи ранг (държавен сектор) - Набор метални детайли за бойната част и двигателя, разработка на транспортния контейнер, товаро-разтоварното оборудване – Луисвилски оръжеен завод на ВМС на САЩ (Naval Ordnance Station Louisville) на Главното управление по въоръженията на ВМС на САЩ, Луисвил, Кентъки; - Разработка на взривателя и предпазния механизъм / превключвател на взривателя в бойно положение – Изследователски център за надводни въоръжения в Корона (Naval Surface Warfare Center Corona) на Главното управление по въоръженията на ВМС на САЩ в Корона, Ривърсайд, Калифорния; - Разработка на бордовата телеметрична апаратура – Индианаполиски изследователски център по авионика на ВМС на САЩ (Naval Air Warfare Center, Indianapolis) в Индианаполис, Индиана. Доставчици от първи ранг (частен сектор) - Разработка и изпитания на системата за насочване на ракетите, системата за управление на ракетното въоръжение, корпуса на ракетите, производство на бойните части, контролно-тестовото оборудване – General Dynamics Corp., Pomona Division, Помона, Калифорния; - Техническо консултиране, проектиране и разработка на корпуса на ракетата и бойната част – Лаборатория за приложна физика към Университета „Джонс Хопкинс“, Силвър Спринг, Мериленд; - Системен инженеринг, разработка на техническата документация – Vitro Corporation, Vitro Laboratory, Силвър Спринг, Мериленд; - Твърдогоривен ракетен двигател на междинната степен с две степени на тягата, ракетно гориво – Aerojet General Corp., Сакраменто, Калифорния; - Радиолокационна станция за насочване AN/SPG-51B – Raytheon Corp., Уейланд, Масачузетс; - Бордов аналогов изчислител на ракетата Mk 118 – Sperry Rand, Ford Instrument Division, Лонг Айлънд Сити, Ню Йорк; - Прибори за управление на огъня – Western Electric Co., Уинстън-Сейлъм, Северна Каролина; - Прибор за управление на артилерийското и ракетното въоръжение Mk 73 – General Electric, Питсфилдски авиационен завод (Pittsfield Plant), Питсфилд, Масачузетс; - Ракетна пускова установка Mk 11 – Puget Sound Naval Shipyard, Бремъртън, Вашингтон; - Въртящ модул за Mk 13, силови устройства на пусковата установка – Northern Ordnance, Inc., Минеаполис, Минесота; - Набор метални детайли за бойната част – G. W. Galloway, Co., Монровия, Калифорния; - Бордова телеметрична апаратура – Radiaphone Co., Inc., Монровия, Калифорния; Aircraft Armaments Incorporated, Кокисвил, Мериленд. | Standard Missile Type I ER (голям обсег) Доставчици от първи ранг (държавен сектор) - Набор метални детайли за бойната част и двигателя, разработка на транспортния контейнер, товаро-разтоварното оборудване – Луисвилски оръжеен завод на ВМС на САЩ (Naval Ordnance Station Louisville) на Главното управление по въоръженията на ВМС на САЩ, Луисвил, Кентъки - Ракетно гориво, снаряжаване на ракетните двигатели на ускорителната и маршевата степени – Индианхедски завод за боеприпаси на ВМС на САЩ, Индиан Хед, Мериленд. подизпълнители (държавен сектор) - Разработка на бордовата телеметрична апаратура – Изследователски център по авионика на ВМС на САЩ в Индианаполис, Индиана. Доставчици от първи ранг (частен сектор) - Разработка и изпитания на системата за насочване на ракетите, системата за управление на ракетното въоръжение, корпуса на ракетите, производство на бойните части, контролно-тестовото оборудване – General Dynamics Corp., Pomona Division, Помона, Калифорния; - Системен инженеринг, разработка на техническата документация – Vitro Corporation, Vitro Laboratory, Силвър Спринг, Мериленд; - Ускорител и маршев ракетни двигатели – Cameron Iron Works, Хюстън, Тексас; Atlantic Research Corp., Александрия, Вирджиния; - Радиолокационна станция за насочване на ракетите – Sperry Rand Corp., Sperry-Gyroscope Division, Грейт Нек, Лонг Айлънд, Ню Йорк; - Бордов аналогов изчислител на ракетата – Sperry Rand, Ford Instrument Division, Лонг Айлънд Сити, Ню Йорк; - Прибори за управления на огъня – Western Electric Co., Ню Йорк; - Въртящ модул за Mk 13, силови устройства на пусковата установка – Northern Ordnance, Inc., Минеаполис, Минесота; - Набор металлически детайли за бойната част – G. W. Galloway, Co., Болдуин Парк, Калифорния; - Бордова телеметрична апаратура – Aircraft Armaments Inc., Кокисвил, Мериленд. |

## Модификации
В семейството на „Стандарт“ от самото начало присътстват две основни линии: ракетите RIM-66 SM-1MR (със среден радиус на действие), предназначени за замяната на RIM-24 „Terrier“ и ракетите RIM-67 SM-1ER (с голям радиус на действие), предназначени за замяната на RIM-2 „Terrier“. Двата типа ракети са адаптирани към различните системи за управление и различните пускови установки.
След началото на разработката на системата AEGIS става ясно, че обикновените ракети SM-1MR не са съвместими с нейното автоматизирано управление на огъня. В същото време, множество от корабите на ВМФ на САЩ продължават да използват системата за управление на огъня „Тартар“. В резултат, новите създавани ракети през 1980-те обикновено са произвеждани в две модификации – една за СУО AEGIS, другата за СУО „Тартар“
Обозначението SM-1 и SM-2 се използва както за RIM-66 така и за RIM-67. Ракетите от семейството SM-1 (ракетите от първите произведени серии) изискват подсветка на целта с радар по цялото протежение на полета, от пуска до поразяването на целта.
Ракетите SM-2 има инерционен/коректируем автопилот, и се нуждаят от подсветка на целта само в последния стадий на полета.

### Модификации на RIM-66 „Standard“
Цялото семейство RIM-66 SM-1MR е създавано за замяна на ЗРК RIM-24 „Tartar“ с използването на неговите системи за управление на огъня и пускови комплекси. Впоследствие, след появата на системата AEGIS и установките за вертикален пуск са разработени ред модификации, адаптирани за новите комплекси.

#### SM-1MR
- RIM-66A – базова версия на ракетата със среден радиус на действие. Появява се през 1967 г. Заимства много елементи от последните модификации на RIM-24, в т.ч. двигателя и 62-килограмовата прътна бойна част. Произвежда се в няколко последователно подобряващи се модификации (Block I, Block II, Block III и Block VI), отличаващи се основно по чувствителността на ГСН, устойчивостта към радиосмущения.
- RIM-66B – изначално се обозначава като RIM-66A Block V, но според разгръщането на работите над тази модификация обемът изменения нараства толкова, че в крайна сметка тя е обозначена като напълно нова версия на ракетата. На ракетата е монтирана нова подобрена ГСН и по-мощен двурежимен ракетен двигател (Dual-thrust) Aerojet Mk 56. Прътната бойна част е заменена с осколочно-фугасна. Радиуса на действие нараства до 46 км.
- RIM-66E – последната версия, обозначаваща се като SM-1. Разработена е след версиите С и D, обозначавани като SM-2, и заимства от тях ред елементи – в т.ч. моноимпулсната ГСН и новата бойна глава. Предназначена е основно за експорт в страните, които не са способни да си позволят покупката на по-скъпите SM-2.

#### SM-2MR
Виж: SM-2#SM-2MR

### Модификации на RIM-67 „Standard“ SM-1ER
Семейството RIM-67 SM-1ER (Extended Range) представлява серия далекобойни ракети за замяна на ЗРК RIM-2 „Terrier“ и RIM-8 „Talos“. Използва пусковите комплекси и СУО на ЗРК „Териер“. Предполагала се модификация към системата AEGIS, но тя така и не е създадена, вместо нея е разработена, фактически, напълно новата серия ракети RIM-156.

#### SM-1ER
- RIM-67A – първата ракета с далечен на радиус на действие в семейството на „Стандарт“. Тя е практически идентична с RIM-66A, с изключение на двигателната установка: има маршев двигател Atlantic Research Corp. MK 30 и стартов ускорител Hercules MK 12. Има радиус на действие до 65 км.

#### SM-2ER
Виж: SM-2#SM-2ER

### Модификации за удари по наземни цели
Всички модификации SM-1 могат да се използват за стрелба по надводни цели в пределите на радиохоризонта на кораба. В същото време, ред модификации на SM-1 са специално разработени за използване срещу наземни/надводни обекти зад хоризонта.
- RGM-66D SSM-ARM (Surface-to-Surface Missile/Anti-Radiation Missile) – стандартната ракета RIM-66B носи вместо полуактивен пасивен блок за самонасочване, аналогичен на използвания в противорадиолокационната ракета AGM-78 Standard ARM. Тази модификация може да се използва по наземните радиолокационни станции на противника или по военни кораби с включени радиолокационни установки. Ракетата може да „запомня“ точката на разположение на целта и да я поразява даже ако радарът се изключи. Радиусът на действие по балистична траектория съставлява около 60 км.
- RGM-66E – версия на ракетата RGM-66D, разработена за пускане от пусковите установки на противолодъчния комплекс RUR-5 ASROC. Ракетата се намира в килийката на пусковата установка вместо обичайната противолодъчна ракета-торпедо.
- RGM-66F – разработвана версия на ракетата, с активна глава за самонасочване. Предназначена е за задхоризонтно използване против военните кораби на противника. Първата (и единствена) специализирана свръхзвукова ПКР на ВМФ на САЩ преминава изпитания през 1973 г. Не е приета на въоръжение поради появата на ПКР AGM-84 Harpoon, обладаваща значително по-голяма далечина и способна да лети на свръхмалки височини, оставайки незабелязана от радарите на противника до атаката.[~ 2]

## Тактико-технически характеристики на отделните модификации
| Ракета                                  | Ракета                                  | SM-1MR                      | SM-1MR                      | SM-1MR                      | SM-1MR                      | SM-1MR                                                  | SM-1MR                                                  | SM-1MR                                                  | SM-1MR                                                  | SM-1MR                                                  | SM-1MR                                                  | SM-1MR                                                  | SM-1ER                                  |
| Вариант                                 | Вариант                                 | block I                     | block II                    | block III                   | block IV                    | block V                                                 | block VI                                                | block VI                                                | block VI                                                | block VI                                                | block VI A                                              | block VI B                                              |                                         |
| Обозначение                             | Обозначение                             | RIM-66A                     | RIM-66A                     | RIM-66A                     | RIM-66A                     | RIM-66B                                                 | RIM-66E-1                                               | RIM-66E-3                                               | RIM-66E-7                                               | RIM-66E-8                                               | RIM-66E-5                                               | RIM-66E-6                                               | RIM-67A                                 |
| --------------------------------------- | --------------------------------------- | --------------------------- | --------------------------- | --------------------------- | --------------------------- | ------------------------------------------------------- | ------------------------------------------------------- | ------------------------------------------------------- | ------------------------------------------------------- | ------------------------------------------------------- | ------------------------------------------------------- | ------------------------------------------------------- | --------------------------------------- |
| Начало на експлоатацията                | Начало на експлоатацията                | 1967                        |                             |                             | 1968                        | 1969                                                    | 1983                                                    |                                                         |                                                         |                                                         |                                                         |                                                         | 1968                                    |
| Зона на поражение                       | по далечина, км                         | 2,8 – 32                    | 2,8 – 32                    | 2,8 – 32                    | 2,8 – 32                    | 3 – 46                                                  |                                                         |                                                         |                                                         |                                                         |                                                         |                                                         | 6,5 – 65 (до 74)                        |
| Зона на поражение                       | по височина, м                          | 50 – 19800                  | 50 – 19800                  | 50 – 19800                  | 50 – 19800                  | 15 – 24400                                              |                                                         |                                                         |                                                         |                                                         |                                                         |                                                         | 15 – 24400                              |
| Дължина на ракетата, м                  | Дължина на ракетата, м                  | 4,47                        | 4,47                        | 4,47                        | 4,47                        | 4,72                                                    |                                                         |                                                         |                                                         |                                                         |                                                         |                                                         | 7,98                                    |
| Диаметър на ракета/ускорител, м         | Диаметър на ракета/ускорител, м         | 0,34                        | 0,34                        | 0,34                        | 0,34                        | 0,34                                                    | 0,34                                                    | 0,34                                                    | 0,34                                                    | 0,34                                                    | 0,34                                                    | 0,34                                                    | 0,34/0,45                               |
| Размах на крилата, м                    | Размах на крилата, м                    | 0,61                        | 0,61                        | 0,61                        | 0,61                        | 0,61                                                    |                                                         |                                                         |                                                         |                                                         |                                                         |                                                         | 0,61                                    |
| Размах на рулите на ракета/ускорител, м | Размах на рулите на ракета/ускорител, м | 1,07                        | 1,07                        | 1,07                        | 1,07                        | 1,07                                                    |                                                         |                                                         |                                                         |                                                         |                                                         |                                                         | 1,07/1,57                               |
| Стартова маса, кг                       | Стартова маса, кг                       | 562                         | 562                         | 562                         | 562                         | 630                                                     |                                                         |                                                         | 624 (499)                                               | 624 (499)                                               |                                                         | 625,5                                                   | 1340                                    |
| Скорост на полета                       | Скорост на полета                       | >2 М (3,5)                  | >2 М (3,5)                  | >2 М (3,5)                  | >2 М (3,5)                  | >2 М (3,5)                                              | >2 М (3,5)                                              | >2 М (3,5)                                              | >2 М (3,5)                                              | >2 М (3,5)                                              | >2 М (3,5)                                              | >2 М (3,5)                                              | 2,5 М                                   |
| Бойна част                              | Тип                                     | Mk 51 прътна (400 бр.)      | Mk 51 прътна (400 бр.)      | Mk 51 прътна (400 бр.)      | Mk 51 прътна (400 бр.)      | Mk 90 осколочно-фугасна                                 | Mk 51 прътна                                            | Mk 115 осколочно-фугасна                                |                                                         | Mk 115 осколочно-фугасна                                | Mk 115 осколочно-фугасна                                | Mk 115 осколочно-фугасна                                | Mk 51 прътна                            |
| Бойна част                              | Маса БЧ/ВВ                              | 62/30                       | 62/30                       | 62/30                       | 62/30                       |                                                         | 62/30                                                   |                                                         | /29                                                     |                                                         |                                                         |                                                         | 62                                      |
| Бойна част                              | ПИМ                                     | Mk 17                       | Mk 17                       | Mk 17                       | Mk 17                       |                                                         | Mk 17                                                   | Mk 76                                                   |                                                         | Mk 76                                                   | Mk 76                                                   | Mk 76                                                   | Mk 17                                   |
| Бойна част                              | Взривател                               |                             |                             |                             |                             | Mk 45 Mod 0/3                                           | Motorola Mk 45 mod4                                     | Motorola Mk 45 mod4                                     | Motorola Mk 45 mod4                                     | Motorola Mk 45 mod4                                     | Mk 45 mod6                                              | Mk 45 mod7                                              |                                         |
| Глава за самонасочване                  | Глава за самонасочване                  | ПРЛ ГСН с конично сканиране | ПРЛ ГСН с конично сканиране | ПРЛ ГСН с конично сканиране | ПРЛ ГСН с конично сканиране | ПРЛ ГСН с плоско сканиране                              | моноимпулсна ПРЛ ГСН                                    | моноимпулсна ПРЛ ГСН                                    | моноимпулсна ПРЛ ГСН                                    | моноимпулсна ПРЛ ГСН                                    | моноимпулсна ПРЛ ГСН                                    | моноимпулсна ПРЛ ГСН                                    |                                         |
| Автопилот                               | Автопилот                               | Mk1 с аналогова ЕИМ         | Mk1 с аналогова ЕИМ         | Mk1 с аналогова ЕИМ         | Mk1 с аналогова ЕИМ         |                                                         | с цифрова ЕИМ                                           | с цифрова ЕИМ                                           | с цифрова ЕИМ                                           | с цифрова ЕИМ                                           | с цифрова ЕИМ                                           | с цифрова ЕИМ                                           |                                         |
| Маршев РДТГ                             | Тип                                     | двурежимен                  | двурежимен                  | двурежимен                  | двурежимен                  | двурежимен                                              | двурежимен                                              | двурежимен                                              | двурежимен                                              | двурежимен                                              | двурежимен                                              | двурежимен                                              | еднорежимен                             |
| Маршев РДТГ                             | Модел                                   | Aerojet Mk27 (от RIM-24)    | Aerojet Mk27 (от RIM-24)    | Aerojet Mk27 (от RIM-24)    | Aerojet Mk27 (от RIM-24)    | Aerojet Mk56 mod 1                                      | Aerojet Mk56                                            | Aerojet Mk56                                            | Aerojet Mk56                                            | Aerojet Mk56                                            | Aerojet Mk56                                            | Aerojet Mk56                                            | Atlantic Research Mk30 mod 1 (от RIM-2) |
| Маршев РДТГ                             | Диаметър×Дължина, м                     |                             |                             |                             |                             | 0,34×2,75                                               | 0,34×2,75                                               | 0,34×2,75                                               | 0,34×2,75                                               | 0,34×2,75                                               | 0,34×2,75                                               | 0,34×2,75                                               |                                         |
| Маршев РДТГ                             | Пълна/суха маса (гориво), кг            |                             |                             |                             |                             | 411/ (309)                                              | 411/ (309)                                              | 411/ (309)                                              | 411/ (309)                                              | 411/ (309)                                              | 411/ (309)                                              | 411/ (309)                                              |                                         |
| Маршев РДТГ                             | Тяга, кН                                | 3,64                        | 3,64                        | 3,64                        | 3,64                        |                                                         |                                                         |                                                         |                                                         |                                                         |                                                         |                                                         |                                         |
| Маршев РДТГ                             | Специфичен импулс, секунди              |                             |                             |                             |                             | 240 – 250                                               | 240 – 250                                               | 240 – 250                                               | 240 – 250                                               | 240 – 250                                               | 240 – 250                                               | 240 – 250                                               |                                         |
| Маршев РДТГ                             | Време на работата, с                    |                             |                             |                             |                             |                                                         |                                                         |                                                         |                                                         |                                                         |                                                         |                                                         |                                         |
| Маршев РДТГ                             | Състав на горивото                      |                             |                             |                             |                             | HTPB (Hydroxyl-terminated polybutadiene) + Al + NH4ClO4 | HTPB (Hydroxyl-terminated polybutadiene) + Al + NH4ClO4 | HTPB (Hydroxyl-terminated polybutadiene) + Al + NH4ClO4 | HTPB (Hydroxyl-terminated polybutadiene) + Al + NH4ClO4 | HTPB (Hydroxyl-terminated polybutadiene) + Al + NH4ClO4 | HTPB (Hydroxyl-terminated polybutadiene) + Al + NH4ClO4 | HTPB (Hydroxyl-terminated polybutadiene) + Al + NH4ClO4 |                                         |
| Стартов РДТГ                            | Стартов РДТГ                            | няма                        | няма                        | няма                        | няма                        | няма                                                    | няма                                                    | няма                                                    | няма                                                    | няма                                                    | няма                                                    | няма                                                    | Hercules Mk12 (от RIM-2)                |
| Стойност на ракетата                    | Стойност на ракетата                    |                             |                             |                             |                             | $495 000                                                | $601 500                                                | $601 500                                                | $601 500                                                | $601 500                                                | $601 500                                                | $601 500                                                |                                         |
| Произведени ракети                      | Произведени ракети                      |                             |                             | 1194                        | 1665                        | 2141                                                    |                                                         |                                                         |                                                         |                                                         |                                                         |                                                         |                                         |

## Експлоатанти и носители
- Бахрейн:
  - Фрегати тип „Оливър Хазард Пери“ – 1 кораб постройка 1981 г., списан от САЩ и купен през 1996 г. (получен през 1997 г.)
- Египет:
  - Фрегати тип „Оливър Хазард Пери“ – 4 кораба със SM-1MR (RIM-66E) списани от САЩ получени в периода 1996 – 1999 г. (1981 – 1982 г. постройка)
- Испания:
  - Фрегати тип „Санта Мария“ (модификация на „Оливър Хазард Пери“) – 6 кораба в строй от 1986 – 1994 г. със SM-1MR (RIM-66B)
  - Фрегати тип „Балеарес“ (на базата на американските „Нокс“) – 5 кораба със SM-1MR (RIM-66B), в строй от 1974 – 1976 до 2004 – 2009 г.
- Италия:
  - Разрушители тип „Луиджи Дуранд де ла Пене“ – 2 кораба в строй от 1993 г. със SM-1MR (RIM-66E)
  - Крайцери-вертолетоносачи тип „Андреа Дория“ – 2 кораба в строй от 1964 до 1991 г., SM-1ER получава минимум 1 кораб след модернизация в края на 1970-те години
  - Крайцерът-вертолетоносач „Виторио Венето“ – корабът се намира в строй от 1969 до 2003 г., SM-1ER получава в хода на модернизация през 1981 – 1984 година
  - Разрушители тип „Аудаче“ – 2 кораба в строй от 1972 до 2006 г., в процеса на службата са модернизирани за SM-1MR (RIM-66E)
  - Разрушители тип „Импавидо“ – 2 кораба в строй от 1963 – 1964 г. със ЗРК „Тартар“, преминават модернизация за SM-1MR в периода 1974 – 1977 г., извадени от състава на флота в периода 1991 – 1992 г.
- Пакистан:
  - Фрегати тип „Оливър Хазард Пери“ – 1 кораб със SM-1MR (RIM-66E) списан от САЩ (1979 г. постройка) получен през 2010 г.
- Полша:
  - Фрегати тип „Оливър Хазард Пери“ – 2 кораба списани от САЩ получени в периода 2000 – 2002 г. със SM-1MR (RIM-66E), планира се тяхната служба в състава на ВМС на Полша до 2025 г.
- Тайван:
  - Фрегати тип „Ченгун“ (модификация на „Оливър Хазард Пери“) – 8 кораба тайванска постройка от периода 1993 – 2004 г. намират се в строй със SM-1MR (RIM-66E-5)
- Турция:
  - Фрегати тип G („Газиантеп“) – 8+2 фрегата от типа „Оливер Хазард Пери“ с SM-1MR (RIM-66E) получени през 1998 г. от САЩ (постройка 1980 – 1983 г.), преминават модернизация по проекта GENESIS в периода 2007 – 2011 г.
- Франция:
  - Разрушители тип „Касар“ – 2 кораба в строй 1988 – 1991 г.
  - Разрушители тип T 47 – 4 от 12 кораба построени в периода 1955 – 1957 г., снабдени в началото на 1960-те със ЗРК „Тартар“, през 1970-те г. тези кораби са модернизирани за SM-1MR; в периода 1982 – 1983 г. два кораба са списани, а оборудването със ЗРК от тях е използвано за разрушителите от типа „Касар“, в периода 1987 – 1988 г. останалите два разрушителя също са извадени от състава на флота, техните ПУ Mk 13 трябва да бъдат преместени на другите два планирани разрушителя от типа „Касар“, обаче в края на 1980-те програмата за строителството им е прекратена
- Чили:
  - Фрегати тип „Якоб ван Хемскерк“ – 2 кораба са купени от Нидерландия в периода 2004 – 2005 г. В строй към 2009 г.
- Япония:
  - Разрушители тип „Хатакадзе“ – 2 кораба влизат в строй в периода 1986 – 1988 г. със ЗРК „Tartar-D“ и ЗУР SM-1ER (SM-1MR по други данни)
  - Разрушители тип „Татикадзе“ – 3 кораба влизат в строй в периода 1976 – 1983 г. със ЗРК „Tartar-D“ и ЗУР „Стандарт-1MR“, списани в периода 2007 – 2010 г.
  - Разрушителя „Амацукадзе“ – първият японски кораб носещ ЗРК („Тартар“), в строй от 1965 г., към 1978 г. преминава модернизация за SM-1MR, списан през 1995 г.

### Снети от въоръжение
- САЩ:
  - Фрегати тип „Оливър Хазард Пери“
  - Разрушители тип „Форест Шърман“ – 4 разрушителя постройка 1956 – 1959 г., в периода 1965 – 1968 г. преминават модернизация получават ЗРК „Тартар“ (в едноканалния му вариант) и ЗУР SM-1MR, списани в периода 1982 – 1983 г.
  - Разрушители тип „Кунц“ – 10 кораба в строй от 1959 – 1961 г. със ЗРК „Териер“, SM-1ER получават в хода на модернизация в периода 1970 – 1977 г., в края на 1970-те – началото на 1980-те години в рамките на реализацията на програмата NTU получават SM-2ER, списани в периода 1989 – 1992 г.
  - Разрушители тип „Чарлз Ф. Адамс“ – 23 кораба в строй 1960 – 1964 г. със ЗРК „Тартар“ (14 кораба с ПУ Mk 11, останалите с Mk 13), по-късно модернизирани за SM-1MR, списани в периода 1989 – 1993 г.
    -  Гърция – 4 разрушителя от типа „Чарлз Ф. Адамс“ списани от САЩ, модернизирани за SM-1MR (RIM-66E-5[~ 3]) и предадени на Гърция в периода 1990 – 1994 г., където служат до 2002 – 2004 г.

  - Атомен ракетен крайцер „Лонг Бийч“ (USS Long Beach (CGN-9[~ 4])) – в строй от 1961 до 1994 г.
  - Ракетни крайцери тип „Лийхи“‎ – 9 кораба 1962 – 1964 г. постройка, SM-1ER получават в хода на модернизация 1966 – 1968 г., от 1985 е заменена със ЗУР SM-2, списани в периода 1993 – 1995 г.
  - Атомен ракетен крайцер „Бейнбридж“ (USS Bainbridge (CGN-25)) – 1962 г. постройка, SM-1ER получава в хода на модернизация 1974 – 1976 г., в периода 1983 – 1985 заменени със ЗУР SM-2, списан през 1996 г.
  - Ракетни крайцери тип „Белнап“‎ – 9 кораба 1964 – 1967 г. постройка, SM-1ER получават в хода на модернизация от началото на 1980-те г., в края на 1980-те – началото на 1990-те, в хода на модернизация по програмата NTU получават възможност да използват ЗУР SM-2ER, списани в периода 1993 – 1995 г.
  - Атомен ракетен крайцер „Трукстън“ (USS Truxtun (CGN-35) – до 1975 г. – атомна фрегата) – в строй от 1967 до 1995 г. (SM-1ER)
  - Фрегати тип „Брук“ – 6 кораба в строй от 1966 – 1967 г. със ЗРК „Тартар“, в периода 1972 – 1973 г. модернизирани за SM-1MR, списани в периода 1988 – 1989 г., от 1989 по 1993 г. 2 фрегати влизат в състава на ВМС на Пакистан
  - Ракетни крайцери тип „Калифорния“ – 2 крайцера 1974 – 1975 г. постройка, списани през 1999 г.
  - Ракетни крайцери тип „Вирджиния“ – 4 крайцера 1976 – 1980 г. постройка, от 1984 г. по програмата „Нова заплаха“ (NTU) модернизирани за замяна на SM-1 със SM-2, корабите са списани в периода 1994 – 1998 г.
  - Разрушители тип „Кид“ – 4 кораба в строй от 1981 – 1982 г., с възможност да използват, както SM-1MR, така и SM-2MR (RIM-66D, по други данни само SM-1MR), в периода 1988 – 1990 г. модернизирани за SM-2ER (RIM-156H), списани през 1998 г. и в средата на 2000-те продадени и предани на Тайван
- Австралия:
  - Фрегати тип „Аделаида“ (модификация на „Оливър Хазард Пери“) – 2 от 4 кораба американска постройка 1981 – 1984 г. и още 2 кораба австралийска постройка 1992 – 1993 г., от 2004 г. преминават модернизация за SM-2 (до това използват RIM-66E), пуск на SM-2 от първата модернизирана фрегата е през януари 2010 г.[11], по състояние към 2011 г. всичките 4 останали фрегати имат SM-2MR[12]
  - Разрушители тип „Пърт“ (модификация на „Чарлз Ф. Адамс“) – 3 кораба американска постройка 1965 – 1967 г., модернизирани за SM-1MR (RIM-66A/B) в периода 1974 – 1979 г., в периода 1985 – 1990 г. модернизирани за SM-1MR block VIA (RIM-66E-5), списани в периода 1999 – 2001, потопени
- Германия:
  - Разрушители тип „Лютенс“ (тип 103, модификация на „Чарлз Ф. Адамс“) – 3 кораба американска постройка 1969 – 1970 г. със ЗРК „Териер“, в периода 1976 – 1980 г. модернизирани по проекта 103A за SM-1MR (RIM-66A/B, по други данни – за SM-2MR block I (RIM-66D)), в периода 1982 – 1986 г. преминават модернизация по проекта 103B за SM-1MR (RIM-66E), списани в периода 1998 – 2003 г.
- Нидерландия:
  - Фрегати тип „Тромп“ – 2 кораба намират се в строй със SM-1MR (RIM-66E/E-5) в периода от 1975 – 1976 до 1999 – 2001 г.
  - Фрегати тип „Якоб ван Хемскерк“ – 2 кораба със SM-1MR (RIM-66E/E-5) намират се в строй на ВМС на Нидерландия от 1986 г. до 2004 – 2005 г., когато са продадени на Чили.

## Перспективи
През 2012 г. на срещата на Международната група на ползватели на ракетите „Стандарт“ ISMUG (на английски: International STANDARD Missile Users Group) представители на ВМФ на САЩ обявяват за край на поддръжката на ЗУР „Стандарт-1“ през 2020 г. и приканват собствениците на такива ракети да започнат планирането за замяна на SM-1 на тези кораби, които ще бъдат оставени в състава на флота след указаната дата.
Като възможна замяна се предлага да се разгледа ЗУР SM-2 във варианта Block IIIA. По данни на компанията „Raytheon“. За това, да може да се осигури безопасно използване на ракетите SM-2 от ПУ Mk 13 са необходими две изменения в конструкцията на ЗРК и двете изменения носят незначителен характер. Така, не са необходими доработки нито на пусковата установка, нито на носителя, радиолокационните станции за насочване на ракетите (от типовете SPG-51, STIR 180, STIR 240), които по принцип също не трябва да се модернизират или заменят. Измененията касаят устройствата за непрекъснато излъчване за подсветка на целите, в частта добавяне в състава им на допълнителни апаратни средства и програми, необходими за инициализация, осъществяване на пуска и управление на ЗУР от типа SM-2. Също на известна доработка трябва да бъде подложена и системата за бойно управление, за да може да се отчете значително нарастналата при SM-2 в сравнение със SM-1 зона на поразяване на целите.

## Коментари
1. ↑  Данните са представени за SM-1MR, block I
2. ↑  Противокорабните версии на SM-1 се изстрелват по балистична траектория в района на целта и лесно се засичат от радарите на противника.
3. ↑  До това, в процеса на службата във ВМС на САЩ корабите са модернизирани отначало за SM-1MR (RIM-66A/B), а по-късно за SM-2MR block I (RIM-66D).
4. ↑  Буквите показват принадлежността към определен класː ВВ – линкор, СС, CL, СА – съответно линеен, лек или тежък крайцер, CV – самолетоносач, DD – разрушител, SS – подводница и т.н.